# أنتوني بورتون (لاعب كريكت)
أنتوني بورتون (15 أبريل 1975 في المملكة المتحدة - ) (بالإنجليزية: Anthony Burton)‏ هو لاعب كريكت بريطاني.